# Oulad Moumna
Oulad Moumna (en àrab أولاد مومنة, Ūlād Mūmna; en amazic ⵡⵍⴰⴷ ⵎⵓⵎⵏⴰ) és una comuna rural de la província de Chichaoua, a la regió de Marràqueix-Safi, al Marroc. Segons el cens de 2014 tenia una població total de 7.513 persones.